# Сухі ліси Апуре та Вільявісенсіо
Сухі ліси Апуре та Вільявісенсіо (ідентифікатор WWF: NT0201) — неотропічний екорегіон тропічних та субтропічних сухих широколистяних лісів, розташований в Колумбії та Венесуелі.

## Географія
Екорегіон сухих лісів Апуре та Вільявісенсіо простягається приблизно на 800 км з північного сходу на південний захід уздовж східного підніжжя Анд. На півночі він утворює широку смугу між горами та саванами, яка звужується далі на південь. У Венесуелі екорегіон охоплює частини штатів Португеса, Баринас та Апуре, а в Колумбії — частини департаментів Араука, Касанаре та Мета. Найбільшим містом в регіоні є Вільявісенсіо, столиця Мети, яке також відоме як "Ворота на рівнини" — широкі простори Льяносу, які простягаються на схід від Анд. Північною межею екорегіону є гори Кордильєра-де-Мерида, а південною межею — ізольований гірський хребет Серранія-де-ла-Макарена.
Сухі ліси екорегіону утворюють перехідну зону між вологими гірськими тропічними лісами, поширеними в горах Східного хребта Колумбійських Анд та у Венесуельських Андах, та між луками і саванами Льяносу. Рельєф регіону представлений передгір'ями, висота яких коливається від 400 до 130 м над рівнем моря, зменшуючись на схід. У департаментах Касанаре та Араука зустрічаються великі алювіальні конуси, що спускаються з Анд до Льяносу, серед яких переважають дуже дреновані, кислі та малородючі ґрунти.
В горах на півночі та сході сухі ліси екорегіону переходять у гірські ліси Венесуельських Анд та у гірські ліси Кордильєри-Орієнталь, на рівнинах на сході — у савани Льяносу, а на південному краю — у вологі ліси Какети, які є частиною Амазонії.

## Клімат
На більшій частині екорегіону переважає мусонний клімат (Am за класифікацією кліматів Кеппена), у його північно-східній частині — саванний клімат (Aw за класифікацією Кеппена), а на крайньому півдні — екваторіальний клімат (Af за класифікацією Кеппена). Середньорічна кількість опадів коливається від 1600 мм на півночі до понад 4500 мм у Вільявісенсіо на півдні, а середня температура — від 19 °C до 33 °C.

## Флора
Природний рослинний покрив екорегіону представлений мозаїкою сезонно сухих напівлистяних лісів, колючих листяних лісів, високотравних луків і саван та галерейних лісів.
Основними рослинними угрупованнями екорегіону є сухі напівлистяні ліси та рідколісся, частина дерев у яких скидає листя під час сухого сезону. Серед дерев, поширених у цих лісах, слід відзначити маракайбську атталею (Attalea maracaibensis), червону сейбу (Pachira quinata), бавовняне дерево (Ceiba pentandra), зірчасте каїніто (Chrysophyllum cainito), вест-індійський в'яз (Guazuma ulmifolia), густавію Поппіга (Gustavia poeppigiana), звивисту мавріцію (Mauritia flexuosa), сітчасту путерію (Pouteria reticulata), карибську королівську пальму (Roystonea oleracea), жовту момбіну (Spondias mombin), рожеву табебую (Tabebuia rosea) та майнаську тріхілію (Trichilia maynasiana), а також різні види кордій (Cordia spp.), інг (Inga spp.) та макролобіумів (Macrolobium spp.). Колючі листяні ліси переважно зустрічаються у більш посушливій венесуельській частині екорегіону. Їх основу складають дубильні цезальпінії (Libidibia coriaria), списоголові морісорії (Morisonia hastata), сонорські пало-верде (Parkinsonia praecox), пало-пінто (Chloroleucon mangense), гіллясті кокколоби (Coccoloba ramosisissima), жовті піптадентії (Piptadenia flava), великоколючкові акації (Vachellia macracantha), покручені акації (Vachellia tortuosa) та китицецвіті мескіти (Neltuma juliflora), а також різні види жакіній (Jacquinia spp.) та мімоз (Mimosa spp.). Подекуди ділянки лісів перемежовуються високотравними луками, подібними до тих, що поширені далі на схід у Льяносі. Серед трав'янистих рослин, поширених на луках, слід відзначити бородачник Селлова (Andropogon selloanus), сивий килимник (Axonopus canescens) та колосистий шорсткоборідник (Trachypogon spicatus). Також на луках регіону ростуть кокойолові пальми (Acrocomia aculeata), дерева нансе (Byrsonima crassifolia), дикі кеш'ю (Curatella americana) і коколлобові сараноягідники (Byrsonima coccolobifolia)
У низовині, що лежить на висоті від 100 до 200 м над рівнем моря в межиріччі Урібанте і Арауки, зустрічаються низинні тропічні ліси, які є реліктом плейстоценової епохи. Тут зустрічаються види, характерні для амазонської сельви, зокрема самотні каперці (Capparis sola), широколисті ліканії (Licania latifolia), широколисті двопелюстники (Dichapetalum latifolium), борознисті генрієтти (Henriettea rimosa), остюкові леандри (Leandra aristigera), верхові максілларії (Maxillaria equitans) та перці Германна (Piper hermannii). Також тут зустрічаються такі види, як парайський махейрум (Machaerium paraense), шляхетна ормосія (Ormosia nobilis), сандалоподібний птерокарпус (Pterocarpus santalinoides), міконія Маттея (Miconia matthaei), парайська сімаба (Simaba paraensis) та витка агефіла (Aegiphila scandens), відсутні на решті регіону. Ще одним центром флористичного різноманіття в екорегіоні є алювіальні конуси Касанаре та Арауки. Тут зустрічається 232 види рослин зі 173 родів та 72 родин, зокрема 59 представників родини Маренові (Rubiaceae) та 37 представників родини Злакові (Poaceae).

## Фауна
Серед великих ссавців, поширених в лісах екорегіону, слід відзначити південноамериканського тапіра (Tapirus terrestris), білохвостого оленя (Odocoileus virginianus gymnotis), американську мазаму (Mazama americana), амазонійську мазаму (Mazama nemorivaga), ошийникового пекарі (Dicotyles tajacu), рудого ревуна (Alouatta seniculus), великого мурахоїда (Myrmecophaga tridactyla), велику капібару (Hydrochoeris hydrochaeris), пуму (Puma concolor) та ягуара (Panthera onca), а серед менших ссавців — чубатого капуцина (Sapajus apella), саймірі Гумбольдта (Saimiri cassiquiarensis), оцелота (Leopardus pardalis), ягуарунді (Herpailurus yagouaroundi), низинну паку (Cuniculus paca), чорного агуті (Dasyprocta fuliginosa), бразильського коенду (Coendou prehensilis), лазаючу мишу Куеса (Rhipidomys couesi), південного опосума (Didelphis marsupialis), чотириокого опосума Мондольфі (Philander mondolfii), дев'ятипоясного броненосця (Dasypus novemcinctus) та американського тамандуа (Tamandua tetradactyla). Майже ендемічними представниками екорегіону є прикрашені тіті (Plecturocebus ornatus), нічні мавпи Брумбака (Aotus brumbacki), венесуельські кролики (Sylvilagus varynaensis) та щетинці О'Коннелла (Proechimys oconnelli).
Серед поширених в екорегіоні птахів слід відзначити рудогузу чачалаку (Ortalis ruficauda), строкатого голуба (Patagioenas speciosa), венесуельського аріана (Chionomesa fimbriata), колібрі-рубіна (Chrysolampis mosquitus), чорногорлого колібрі-манго (Anthracothorax nigricollis), великодзьобого канюка (Rupornis magnirostris), буру сову-лісовика (Strix virgata), малого декола (Colaptes punctigula), чорношию гілу (Melanerpes cruentatus), каштановошийого аракарі (Pteroglossus castanotis), тринідадського амазона (Amazona ochrocephala), рудоволого аратингу (Eupsittula pertinax), північного сорокуша-малюка (Sakesphorus canadensis), світлодзьобого кокоа (Dendroplex picus), тропічного тирана (Tyrannus melancholicus), велику пітангу (Pitangus sulphuratus), гіацинтову паю (Cyanocorax violaceus), рудоволого поплітника (Pheugopedius rutilus), білобрового різжака (Campylorhynchus griseus), світлогрудого дрозда (Turdus leucomelas), золотоголового трупіала (Icterus auricapillus), кармінову габію (Habia rubica), блакитну саяку (Thraupis episcopus), пальмову саяку (Thraupis palmarum), пурпурову тапірангу (Ramphocelus carbo), блакитного цукриста (Dacnis cayana) та церебу (Coereba flaveola). Майже ендемічними представниками регіону є колумбійські добаші (Picumnus squamulatus) та чорнощокі пароарії (Paroaria nigrogenis).

## Збереження
Більша частина лісів екорегіону була знищена або значно деградувала внаслідок розвитку сільського господарства та надмірного випасу худоби. Іншими загрозами для збереження природи регіону є лісозаготівля та полювання, а також забруднення водойм внаслідок промислової діяльності.
Оцінка 2017 року показала, що 16 729 км², або 25 % екорегіону, є заповідними територіями. Природоохоронні території включають: Національний парк Сьєрра-Невада, Національний парк Ріо-В'єхо-Сан-Кармільйо та Національний природний парк Тінігуа у Венесуелі, а також Національний природний парк Сьєрра-де-ла-Макарена в Колумбії.